# Courtisols
Courtisols je francouzská obec v departementu Marne v regionu Grand Est. V roce 2015 zde žilo 2 453 obyvatel.

## Poloha obce
Sousední obce jsou: Bussy-le-Château, L'Épine, La Cheppe, Chepy, Marson, Moncetz-Longevas, Poix, Saint-Memmie, Sarry a Somme-Vesle.

## Pamětihodnosti
- Kostel sv. Martina s lodí a věží z počátku 11. stol., boční lodi z 15.-16. stol.
- Kostel sv. Memmie s románskou lodí, s věží a presbytářem ze 12. století a renesanční kaplí na jižní straně.
- Kostel sv. Juliána z 11. stol. s pozdně gotickým presbytářem
- Park Massez, založený po roce 1850 a oceněný jako park departementu
- Mlýn Décès se zachovaným dřevěným zařízením

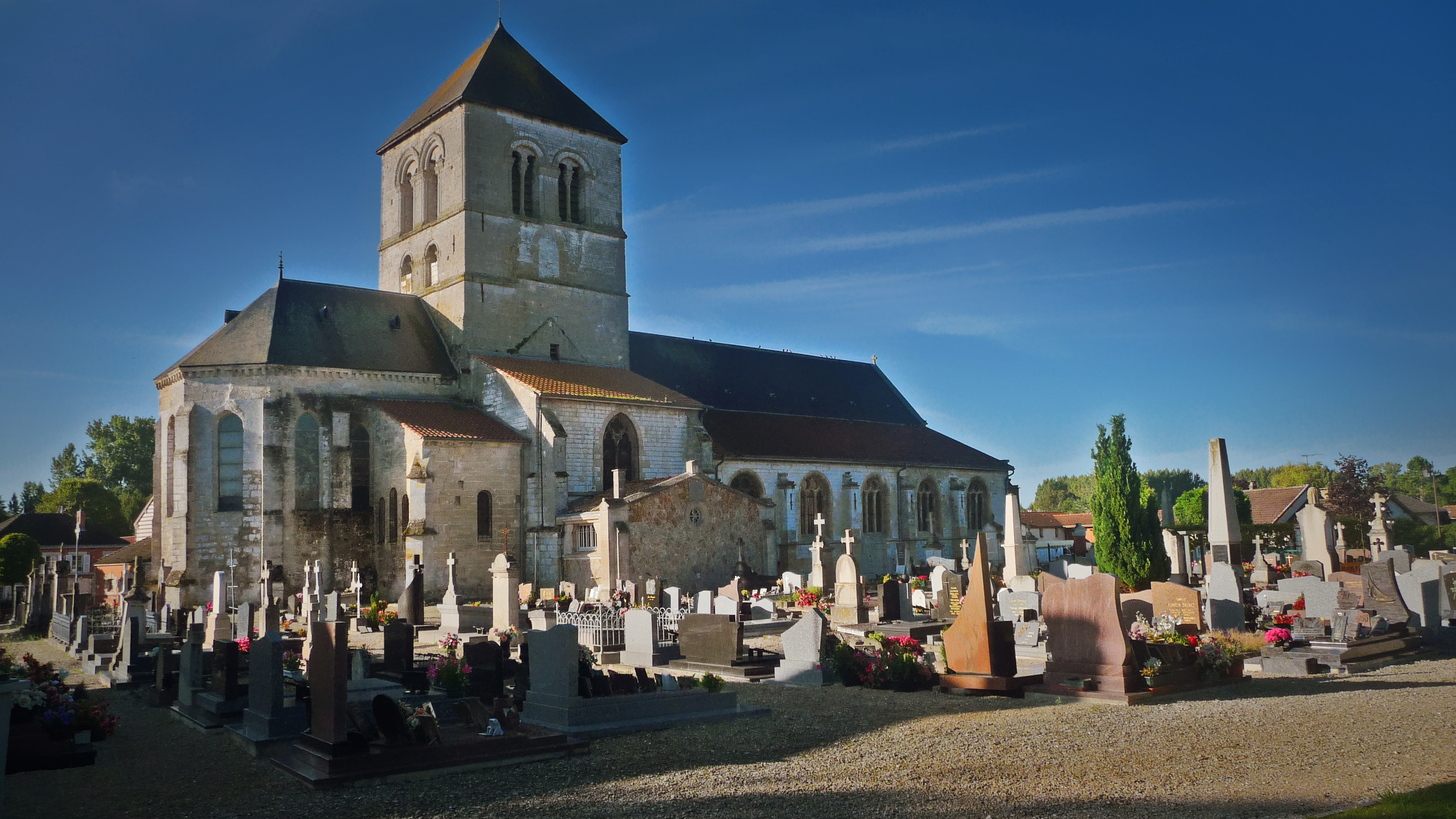
Kostel sv. Martina (12.-16. stol.)

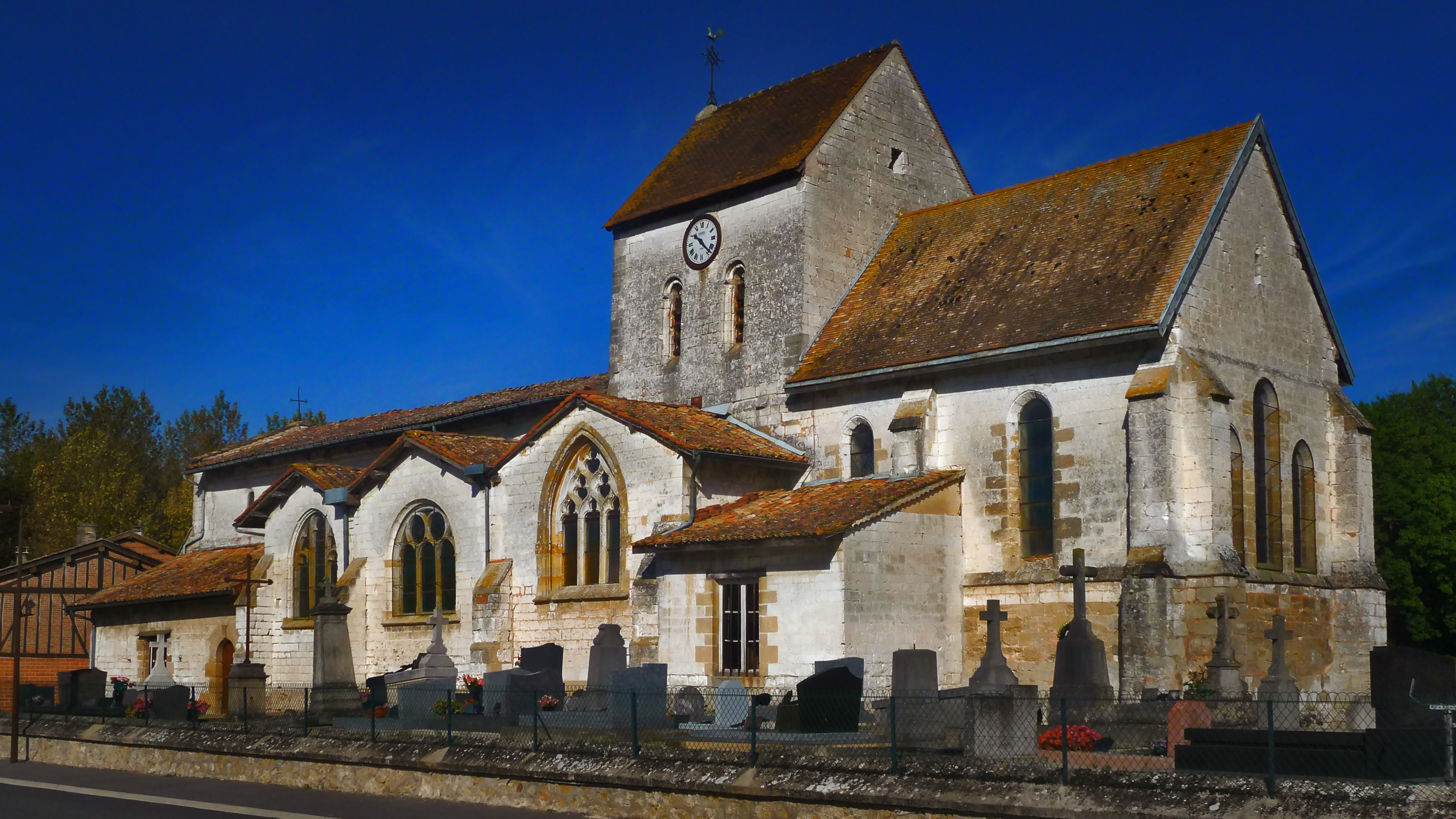
Kostel sv. Memmie (12.-16. stol.)

## Vývoj počtu obyvatel
Počet obyvatel